# Viiala
Viiala [ˈviːɑlɑ] – dawna gmina w regionie Pirkanmaa, położona w prowincji Finlandia Zachodnia. Od 1 stycznia 2007 roku należy do miasta Akaa.

## Geografia
Wraz z miejscowościami Toijala i Kylmäkoski tworzy tätort miasta Akaa. Znajduje się osiem kilometrów na północny zachód od Toijala i dziewięć kilometrów na północ od Kylmäkoski, u ujścia rzeki Tarpianjoki do jeziora Vanajavesi.
Dawna gmina miała powierzchnię 56,78 kilometrów kwadratowych. W 2003 roku mieszkało w niej 5329 mieszkańców.
W Viiala znajduje się stacja kolejowa, która jest obsługiwana wyłącznie przez pociągi podmiejskie na trasie Helsinki – Tampere.

## Znani mieszkańcy
- Aimo Lahti – fiński konstruktor broni strzeleckiej
- Eeles Landström – fiński lekkoatleta
- Risto Ankio – fiński lekkoatleta, tyczkarz